# اچ‌ام‌اس بروکلزبی (ام۳۳)
اچ‌ام‌اس بروکلزبی (ام۳۳) (به انگلیسی: HMS Brocklesby (M33)) یک کشتی است که طول آن 60 m می‌باشد. این کشتی در سال ۱۹۸۲ ساخته شد.